# David George Kendall

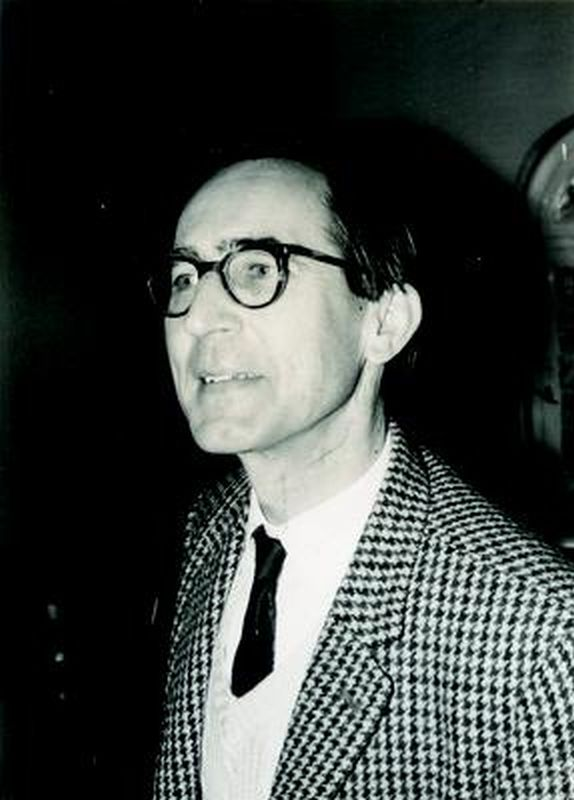
David Kendall, Oberwolfach 1971

David George Kendall (* 15. Januar 1918 in Ripon, Yorkshire, England; † 23. Oktober 2007 in Cambridge) war ein englischer Statistiker und eine der führenden Wissenschaftler auf dem Gebiet der Angewandten Wahrscheinlichkeit und der Datenanalyse. Bekannt wurde die von ihm entwickelte Kendall-Notation zur Beschreibung von Wartesystemen.

## Leben und Werk
Kendall studierte an der Universität Oxford (Queen´s College), wo er 1943 seinen Master-Abschluss machte. Sein Ziel war es ursprünglich, Astrophysiker zu werden (worüber er auch 1938 in der Zeitschrift für Astrophysik eine Arbeit veröffentlichte und worin er auch ein Stipendium erhielt), er geriet jedoch schon bald in die reine Mathematik der harten Analysis, die er beim Hardy-Schüler U. S. Haslam-Jones und bei Edward Charles Titchmarsh hörte. Im Zweiten Weltkrieg arbeitete er unter anderem in einer Gruppe zur Raketenforschung in Wales (Aberforth) unter William Cook und später Louis Rosenhead. Dort arbeitete auch Robert Alexander Rankin, und Kendall kam über den ebenfalls dort wirkenden Maurice Bartlett (und Frank Anscombe) in Kontakt mit Statistik.  1946 wurde er Fellow des Magdalen College und Lecturer an der Universität Oxford. 1952/53 war er an der Princeton University, wo er vor allem Kontakte zu William Feller hatte (sowie John W. Tukey), aber in den USA auch Joseph L. Doob, Mark Kac und Kai Lai Chung traf. 1962 wurde er Professor für Mathematische Statistik an der Universität Cambridge und Fellow des dortigen Churchill College. Bis 1973, als er an seinen Nachfolger Peter Whittle abgab, war er Direktor des Statistical Laboratory in Cambridge. Ab 1985 war er Professor Emeritus und ab 1989 Emeritus Fellow des Magdalen College.
Er befasste sich unter anderem mit Warteschlangentheorie (die er Anfang der 1950er Jahre mit diskreten Markow-Ketten behandelte), stochastischen Prozessen und stochastischer Geometrie sowie diversen Anwendungen wie Statistik von Epidemien, Entkommwahrscheinlichkeit von Kometen aus dem Sonnensystem, Anwendungen der Statistik in der Archäologie (womit er unter anderem die Daten von Flinders Petrie untersuchte über die Datierung von Schichten in Ägypten nach dem Typ der Scherben-Funde), Datenanalyse von Standesamts-Registern, Theorie von Erddämmen, Bevölkerungswachstum. Mit Harry Reuter untersuchte er in den 1950er Jahren Markow-Prozesse in kontinuierlicher Zeit mit unendlich vielen möglichen Werten der Variablen, behandelt über die Theorie der Halbgruppen von Operatoren, womit er und Reuter die Anwendbarkeitsgrenzen der Kolmogorow’schen Differentialgleichungen für diese Prozesse zeigten und den Zugang von Kolmogorow, Doob und anderen und den der Halbgruppen von Operatoren von Kōsaku Yosida und Einar Hille annäherten. 1954 hielt er einen Vortrag auf dem ICM in Amsterdam (mit Reuter: Some pathological Markov processes with a denumerable infinity of states and the associated semigroups of operators on I). Kendall war mit Jerzy Neyman eng befreundet.
Kendall wurde 1964 als Mitglied („Fellow“) in die Royal Society gewählt, die ihm 1976 die Sylvester-Medaille verlieh 1967 bis 1969 und 1982/1983 war er in deren Rat. Die Royal Statistical Society zeichnete ihn für seine Arbeiten 1981 mit der Guy-Medaille in Gold aus, nachdem er schon 1955 die Guy-Medaille in Silber erhalten hatte. 1980 erhielt er den Wilks Preis der Princeton University und 1974 den Weldon Memorial Prize. 1972 bis 1974 war er Präsident der London Mathematical Society, deren Senior-Whitehead-Preis er 1980 und deren De-Morgan-Medaille er 1989 erhielt. 1975 war er Präsident der Bernoulli Society for Mathematical Statistics and Probability. 1982 war er Vorsitzender der Sektion Mathematik und Physik der British Association for the Advancement of Science. Er war Mitglied der rumänischen Akademie der Wissenschaften (1992) und mehrfacher Ehrendoktor.
Kendall war seit 1952 mit Diana Fletcher verheiratet, mit der er sechs Kinder hatte, darunter den Wahrscheinlichkeitstheoretiker Wilfrid Kendall.
Er sollte nicht mit dem britischen Statistiker Maurice George Kendall verwechselt werden.

## Schriften
- Herausgeber mit F. R. Hodson, P. Tautu: Mathematics in the Archaeological and Historical Sciences, Mamaia 1970, Edinburgh University Press 1971 (mit seinem Beitrag: Seriation from abundance matrices)
- Herausgeber mit E.F. Harding: Stochastic Analysis, Wiley 1973 (mit seinem Beitrag: An introduction to stochastic analysis, S. 3–43)
- Herausgeber mit E. F. Harding: Stochastic Geometry, Wiley 1974
- mit D. Barden, T.K.Carne, H.Le: Shape and Shape Theory, Wiley 1999
- Some problems and methods in statistical archeology, World Archeology Band 1, 1969, S. 68–76.
- Some problems in the theory of comets, sowie The distribution of energy perturbations for Halley´s and some other comets, in Jerzy Neyman (Herausgeber), Proceedings of the 4. Berkeley Symposium on Mathematical Statistica and Probability, 1961
- Stochastic processes occuring in the theory of queues and their analysis by the method of the imbedded Markov chain, Annals Math.Statistics Band 24, 1953, S. 338–354.
- Some problems in the theory of queues, J.Royal Statistical Society B, Band 13, 1951, S. 151–173.